# Amsterdamer Schule (Architektur)

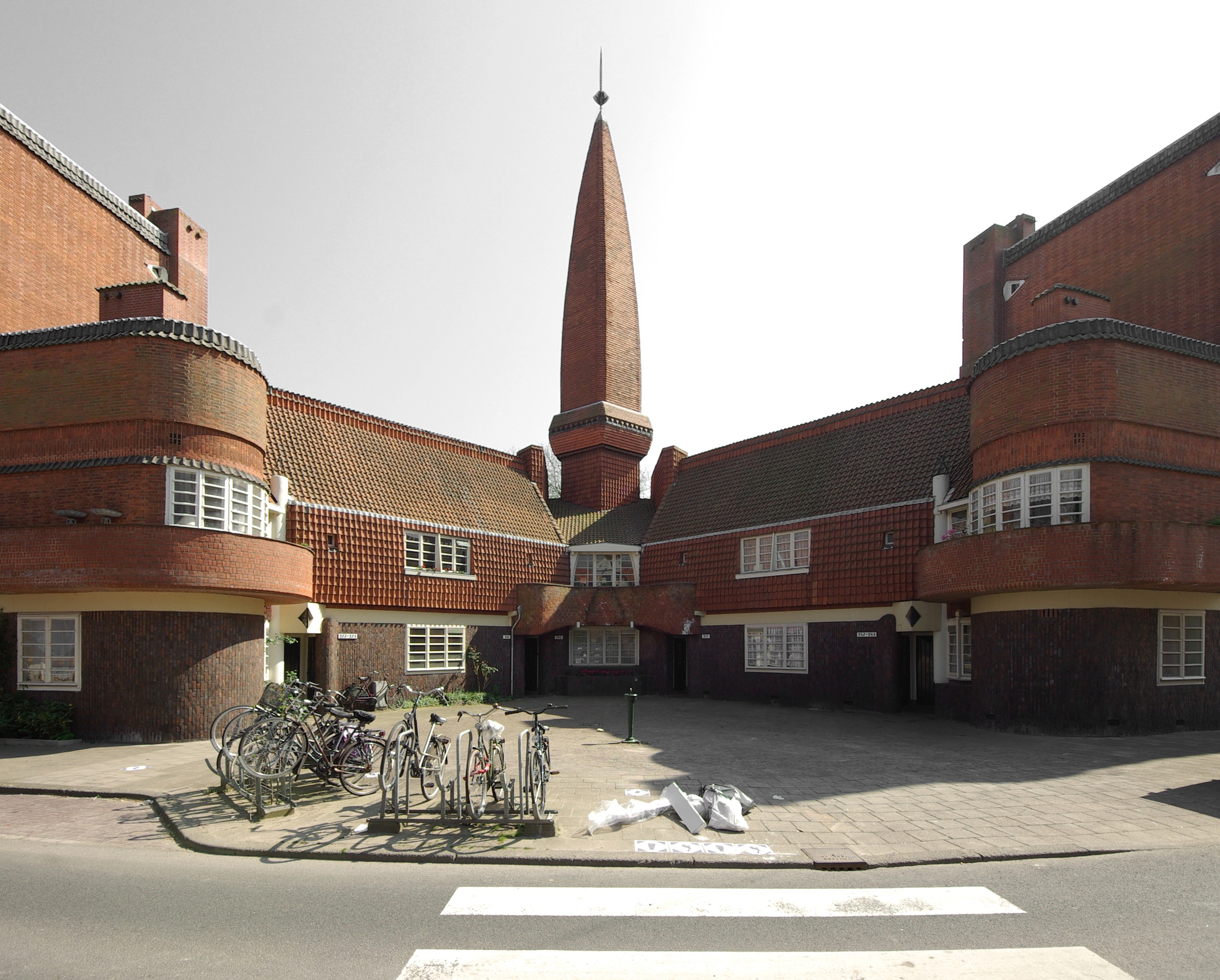
Het Schip, Hembrugstraat Amsterdam-West, 1917–1920 (Michel de Klerk)

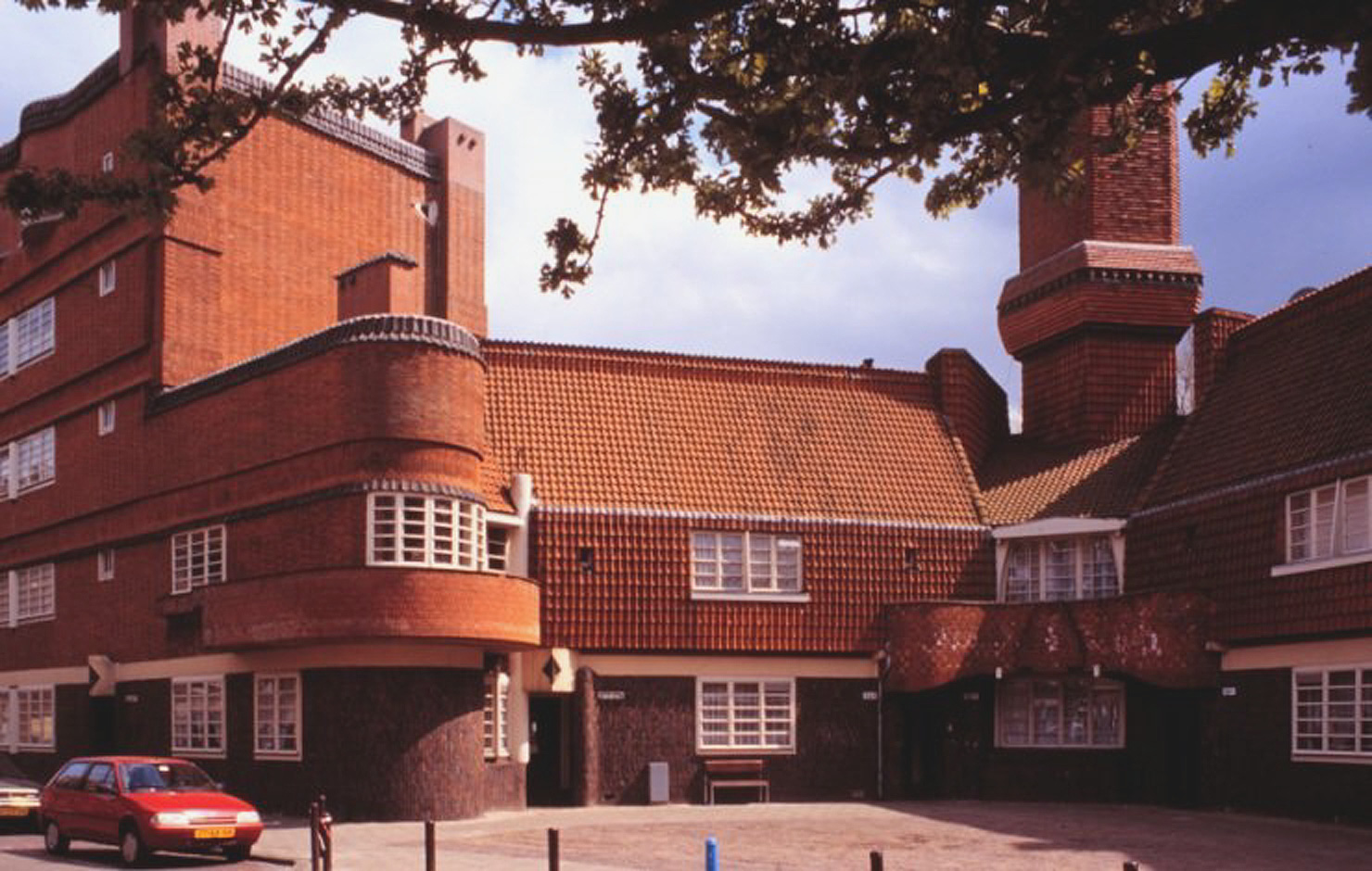
Het Schip, Hembrugstraat

Mit Amsterdamer Schule bezeichnet man einen niederländischen Architekturstil der klassischen Moderne, im Besonderen des expressionistischen Bauens. Die Strömung basiert auf der Architektur von Berlage.
Ebenso wie verschiedene Bauten, die im gleichen Zeitraum in Norddeutschland entstanden, werden die meisten Bauwerke der Amsterdamer Schule auch als Backsteinexpressionismus bezeichnet.

## Entwicklung

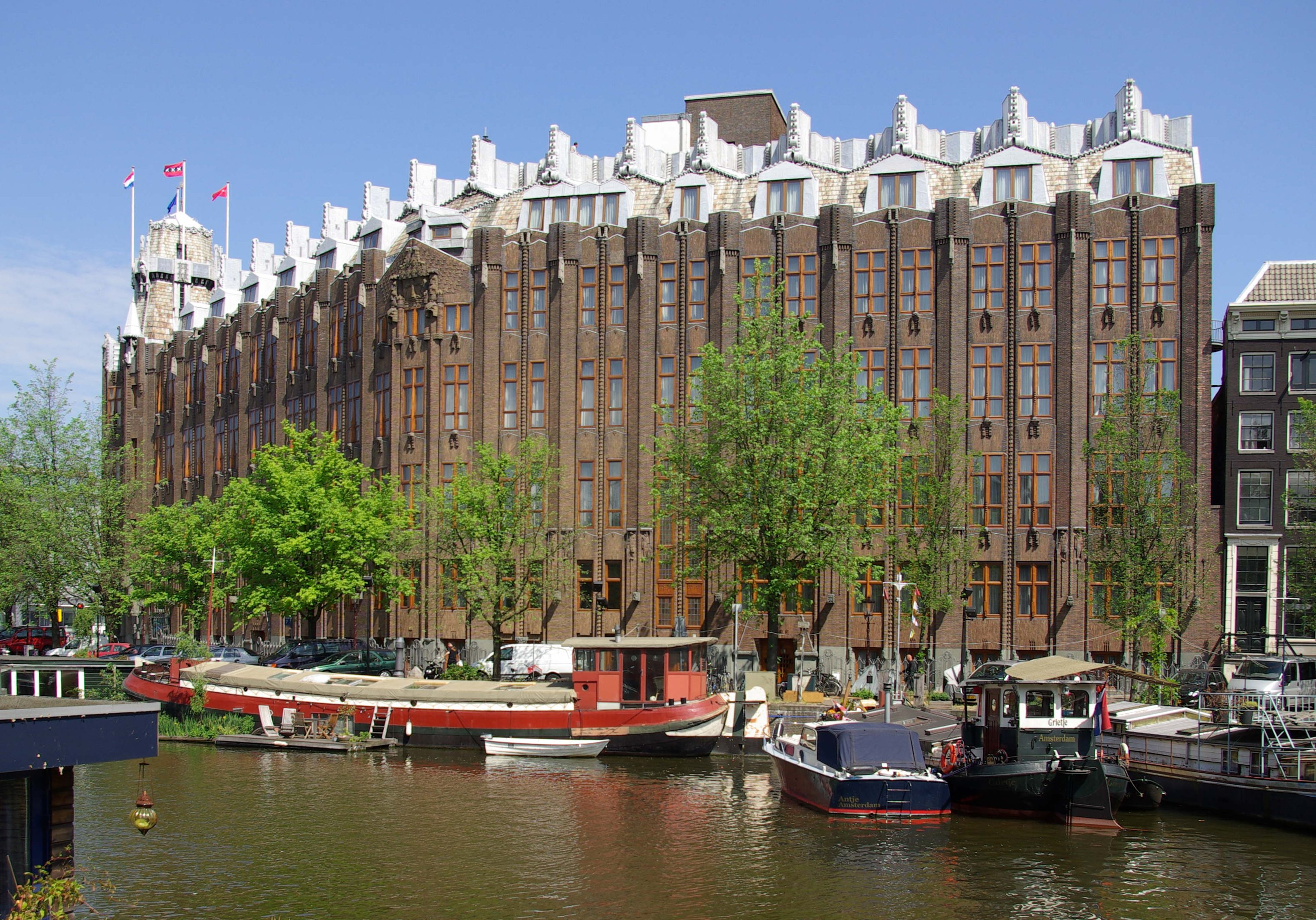
Scheepvaarthuis in Amsterdam-Zentrum (1913–1916), Architekt: Johan van der Mey, Mitarbeiter: Michel de Klerk, Piet Kramer u. a.

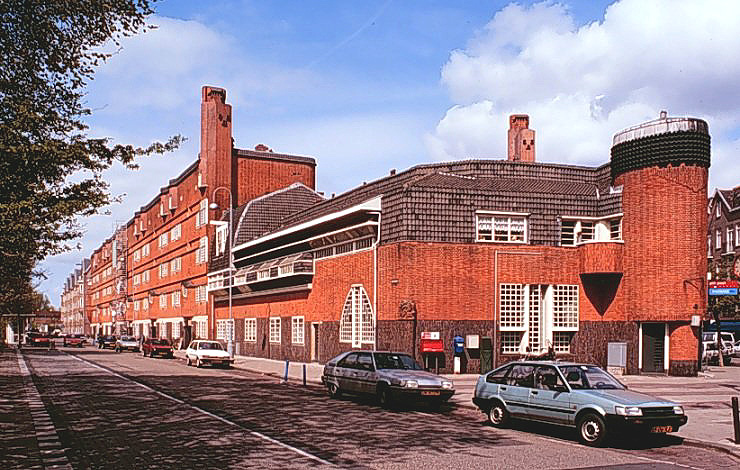
Het Schip, Zaanstraat

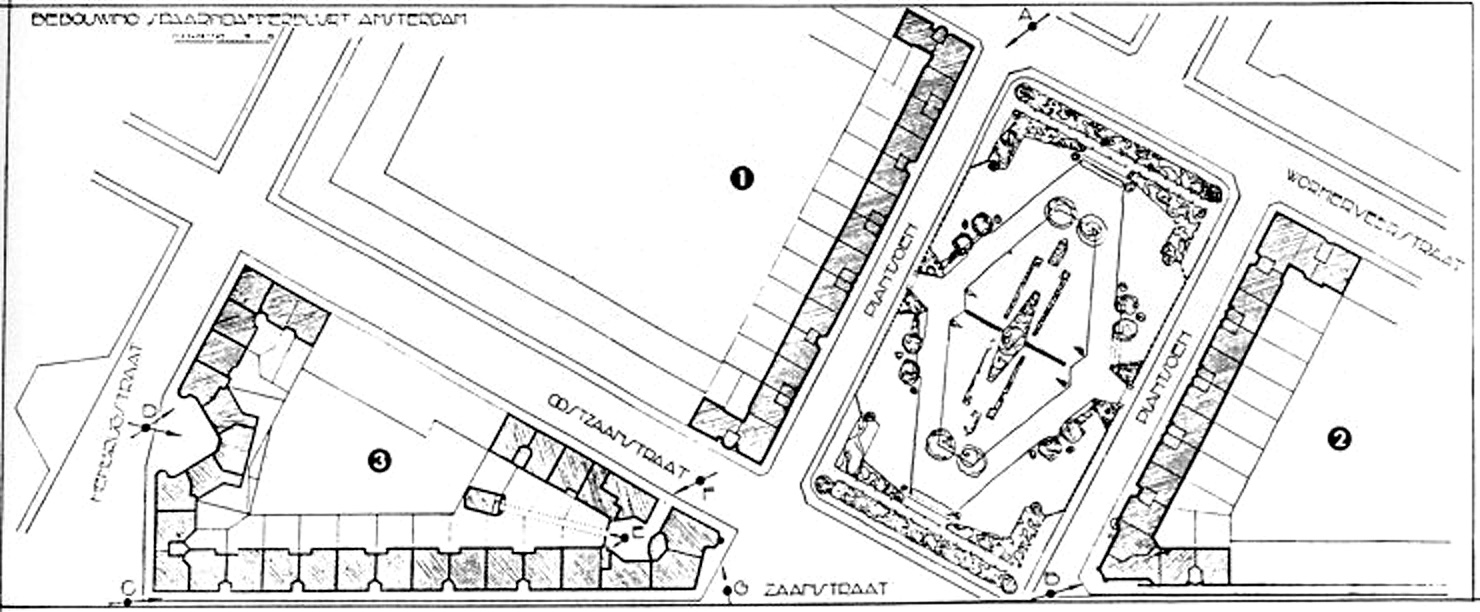
Sozialistischer Wohnungsbau Eigen Haard (Eigener Herd) beim Spaarndammerplantsoen in Amsterdam-West. Drei Gebäudegruppen von Michel de Klerk, Het Schip ist Nr. 3

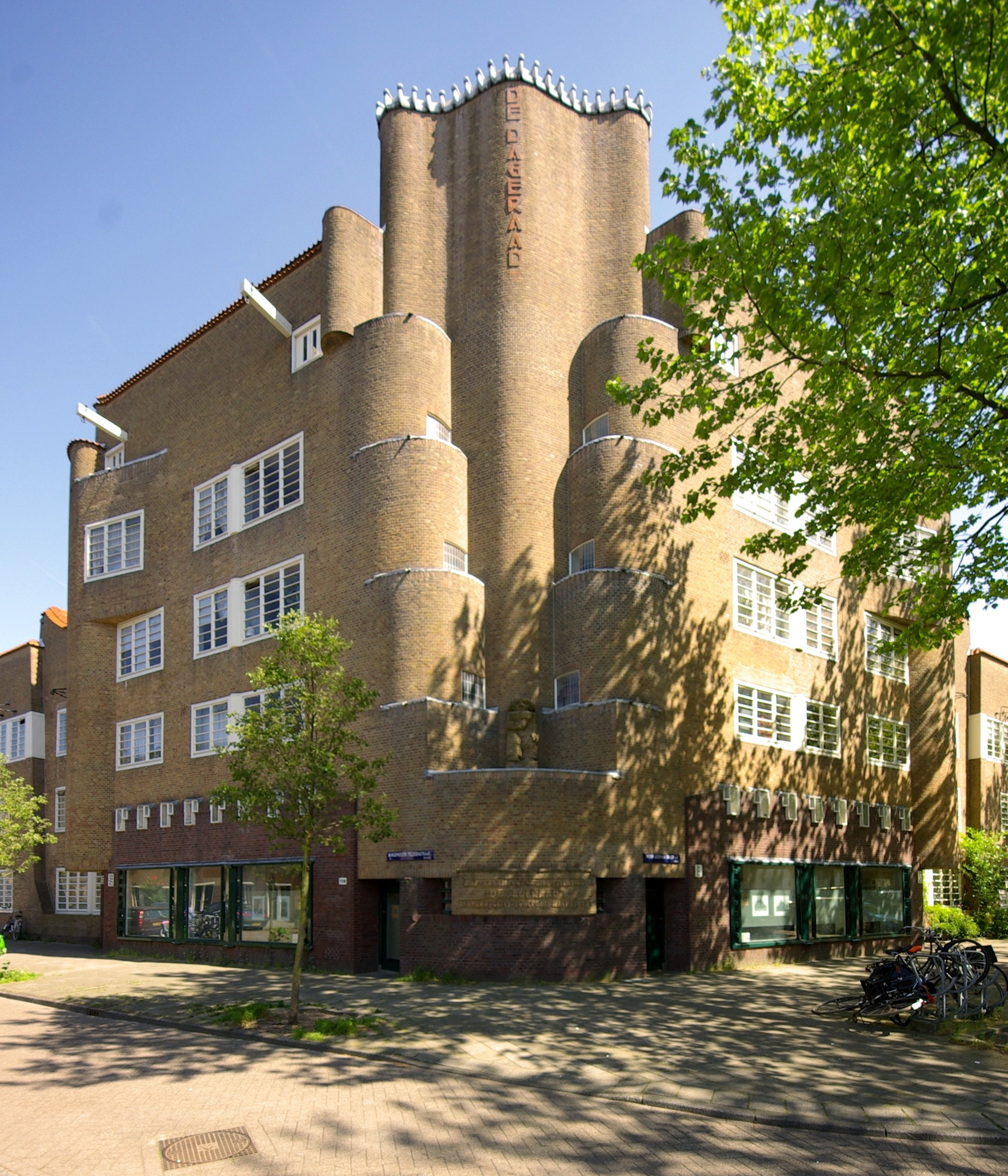
De Dageraad in Amsterdam-Süd, 1919–1923 Piet Kramer (m), Michel de Klerk (r)

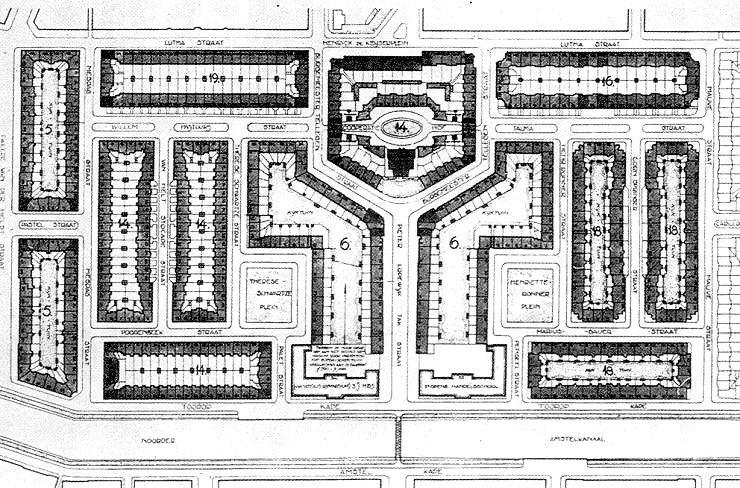
Sozialistischer Wohnungsbau De Dageraad (Das Morgenrot) in Amsterdam-Süd. P.Kramer und M.de Klerk bei Burgemeester Tellegenstraat (U-Form), Henriette Ronnerplein etc.

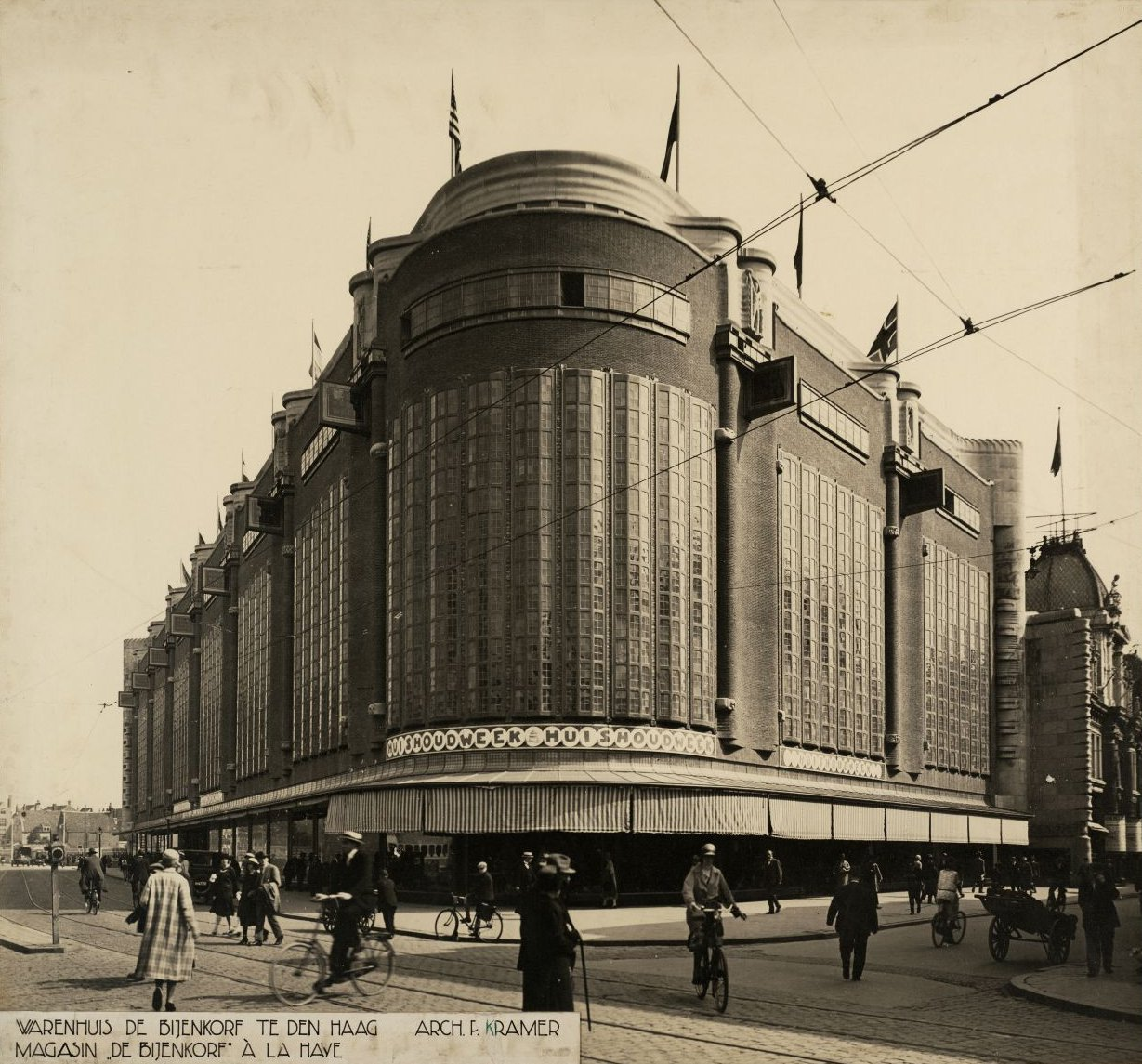
Warenhaus De Bijenkorf in Den Haag, 1924–1926 (Piet Kramer)

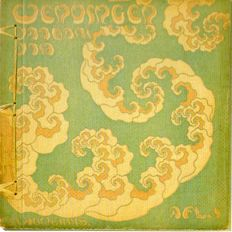
'Wendingen' 1918–1932, niederländische Architektur- und Kunstzeitschrift. Hauptthema: Expressionistische Architektur (Amsterdamer Schule, de Klerk, Kramer, Mendelsohn, Finsterlin, Feininger u. a.). Gegenbewegung zur 'De Stijl'-Bewegung von 1917.

Der Name „Amsterdamse School“ geht auf den niederländischen Architekten Jan Gratama (1877–1947) zurück, der damit 1916 eine Gruppe junger Architekten bezeichnet, die sich in ihrem Baustil und ästhetischen Zielen in der Tradition von Hendrik Petrus Berlage sahen.
Als die führenden Architekten werden Michel de Klerk, Joan van der Mey und Piet Kramer betrachtet, die alle bis 1910 im Büro Eduard Cuypers arbeiteten.
Als Beginn der Amsterdamer Schule wird das Scheepvaarthuis von Joan van der Mey gesehen, das von 1913 bis 1916 in Zusammenarbeit mit Michel de Klerk und Piet Kramer gebaut wurde. Es ist der Prototyp eines dynamischen Stils, der sich gegen die Statik der Gebäude von Berlage richtet. Der Backsteinbau weist eine Vielzahl kompliziert gemauerter Mustern, Ziergiebeln, Kunstglas, Schmiedearbeiten, Reliefs und Skulpturen aus Naturstein wie Granit oder Marmor auf. Das Interieur wurde durch den Innenarchitekten Theo Nieuwenhuis (1866–1951) entworfen.
Durch die starke Gliederung der Fassade haben auch große Gebäude keinen massiven Charakter, sondern erscheinen abwechslungsreich und dynamisch.
Wichtige Impulse kamen von der Stadt Amsterdam selbst, die 1905 als erste Stadt eine Bauverordnung erließ und van der Mey für die spezielle Position eines „Ästhetischen Beraters“ einstellte, um für künstlerische Einheit zu sorgen.
Viele Bauten der Amsterdamer Schule stehen in Amsterdam-Süd (Plan Zuid) nach dem städtebaulichen Entwurf von Berlage. Die folgenden Bauten befinden sich in verschiedenen Stadtteilen: Das Olympiastadion (neben Olympiahäuschen) von Jan Wils in Amsterdam-Süd, das Scheepvaarthuis von Johan van der Mey im Zentrum, das Wohnhaus in der Spaarndammerbuurt von Michel de Klerk und Schulgebäude u. a. von Cornelis Kruyswijk und Nicolaas Lansdorp in Amsterdam-West. In den Gartenstädten „Oostzaan“ und „Nieuwendam“ in Amsterdam-Noord (u. a. von Berend Tobia Boeyinga) präsentiert sich die Amsterdamer Schule in einer ländlichen Variante. Boeyinga baute einige reformierte Kirchen in diesem Stil.
In anderen Städten findet man u. a. Bauten von Willem Marinus Dudok in Hilversum oder Park Meerwijk in Bergen. Der Bijenkorf in Den Haag von Piet Kramer (1924–1926) wird als das letzte große Hauptwerk der Amsterdamer Schule betrachtet.
1923 starb De Klerk. Damit hatte die Amsterdamer Schule ihren Höhepunkt überschritten, auch wenn der Baustil mit Piet Kramer als einem der bedeutendsten Architekten der Amsterdamer Schule bis Anfang der 1930er Jahre fortbestand.
Das Journal Wendingen („Veränderungen“), das Vereinsorgan von Architectura et Amicitia, erschien in den Jahren von 1918 bis 1931 in 116 Ausgaben und galt als die Zeitschrift der Amsterdamer Schule.
Seit 2001 gibt es in dem Wohnkomplex Het Schip von Michel de Klerk ein Museum, das viele Informationen über die Amsterdamer Schule präsentiert.

## Bedeutung der Amsterdamer Schule
Während in der ersten Hälfte des 20. Jahrhunderts die Architektur der Amsterdamer Schule durch die CIAM-Rationalisten und den CIAM-Sekretär Sigfried Giedion als überholt abgelehnt wurde, so hat sich in der Zwischenzeit die Meinung über diese Architekturströmung im positiven Sinn stark verändert. Der Architekturautor Vittorio Magnago Lampugnani zum Beispiel beschreibt den Städtebau-Plan von Berlage und die Architektur der Amsterdamer Schule in seinen Publikationen „Die Stadt im 20. Jahrhundert“ als gutes Vorbild. Damit distanziert er sich von vielen früheren Architektur-Interpreten.
Schon in den 1930er Jahren gab es einzelne Architekten des Neuen Bauens, die den relativen Wert des Städtebaus von Berlage mit den Expressionisten erkannten. Anfang der 1930er Jahre besuchte Le Corbusier die Niederlande und schrieb einen begeisterten 6-seitigen Artikel mit dem Titel „Winterreise nach Holland“ in der Zeitschrift „Plans“ Nr. 12 vom Februar 1932. In diesem Artikel kommen Passagen vor wie: „Land der Unternehmungen“, „gigantische Anstrengungen des Städtebaus“ und „die Maßstäbe sind die eines Ganzen und die Viertel sind auf einmal gebaut“. Damit meinte Le Corbusier nicht die kleinen weißen Siedlungen von Architekt Oud, sondern die Stadterweiterungen von Amsterdam nach den Städtebau-Plänen von Berlage und den Architektur-Plänen der Amsterdamer Schule. Im Weiteren muss man sich vorstellen, dass die Stadterweiterungen der CIAM-Rationalisten Cornelis van Eesteren und Ben Merkelbach viel später gebaut wurden, der erste Teil Bos en Lommer in den Jahren 1938–1949. Dass Berlage 1928 zum ersten CIAM-Kongress eingeladen wurde, war eine Anerkennung seiner städtebaulichen Arbeit. Vielleicht erhielt Berlage diese Einladung im Auftrag von Le Corbusier oder gleichgesinnten Architekten. Die obengenannten und übersetzten Passagen stehen im Buch „Die Funktionelle Stadt“ von Thilo Hilpert, auf Seite 230.

## Bauwerke (Auswahl)
- Brug 283 (1913–1914), Brücke, Waalseilandsgracht / Buiten Bantammerstraat, Amsterdam
- Scheepvaarthuis (1913–1916), Bürogebäude, Prins Hendrikkade, Amsterdam
- Häuserblock Eigen Haard (1914–1918), Spaarndammerplantsoen, Amsterdam
- Ir. D.F. Woudagemaal (1917–1920), Dampfpumpwerk, Tacozijl bei Lemmer
- Het Schip (1917–1921), Häuserblock, Spaarndammerplantsoen, Amsterdam
- P.L. Kramerbrug (1917–1921), Brücke, Amstelkade 1, Amsterdam
- Het Amsterdams Lyceum (1918–1920), Schule, Valeriusplein, Amsterdam
- Gebouw Batavia (1918–1920), Bürohaus, Prins Hendrikkade, Amsterdam
- Häuserblock De Dageraad (1918–1923), Takbuurt, Amsterdam
- Gebäude A von Radio Kootwijk, (1920–1922), Gemeinde Apeldoorn
- Holendrechtstraat 1–47 (1921–1923), Amsterdam
- Laboratorium für Gartenbau (1921–1923), Wageningen
- Het Sieraad (1921–1924), Schule, Postjesweg, Amsterdam
- Bronckhorststraat 11–37 (1922–1924), Amsterdam
- Hauptpost Utrecht (1922–1924), Utrecht
- Berlage Lyceum (1923–1924), Schule, Takbuurt, Amsterdam
- Harm Smeengeschool (1924–1925), ehemaliges Schulgebäude, Amsterdam
- De Bijenkorf (1924–1926), Kaufhaus, Grote Marktstraat, Den Haag
- Chassékerk (1924–1926), Kirche,  Chasséstraat, Amsterdam
- Huize Lydia (1924–1927), ehemaliges Mädchenheim, Roelof Hartplein, Amsterdam
- Coöperatiehof (1925–1928), Amsterdam
- Lyceumbrug (1926–1927), Brücke, Olympiaplein, Amsterdam
- Carlton Hotel (1926–1928), Vijzelstraat, Amsterdam
- Het Nieuwe Huis (1927–1928), Roelof Hartplein, Amsterdam

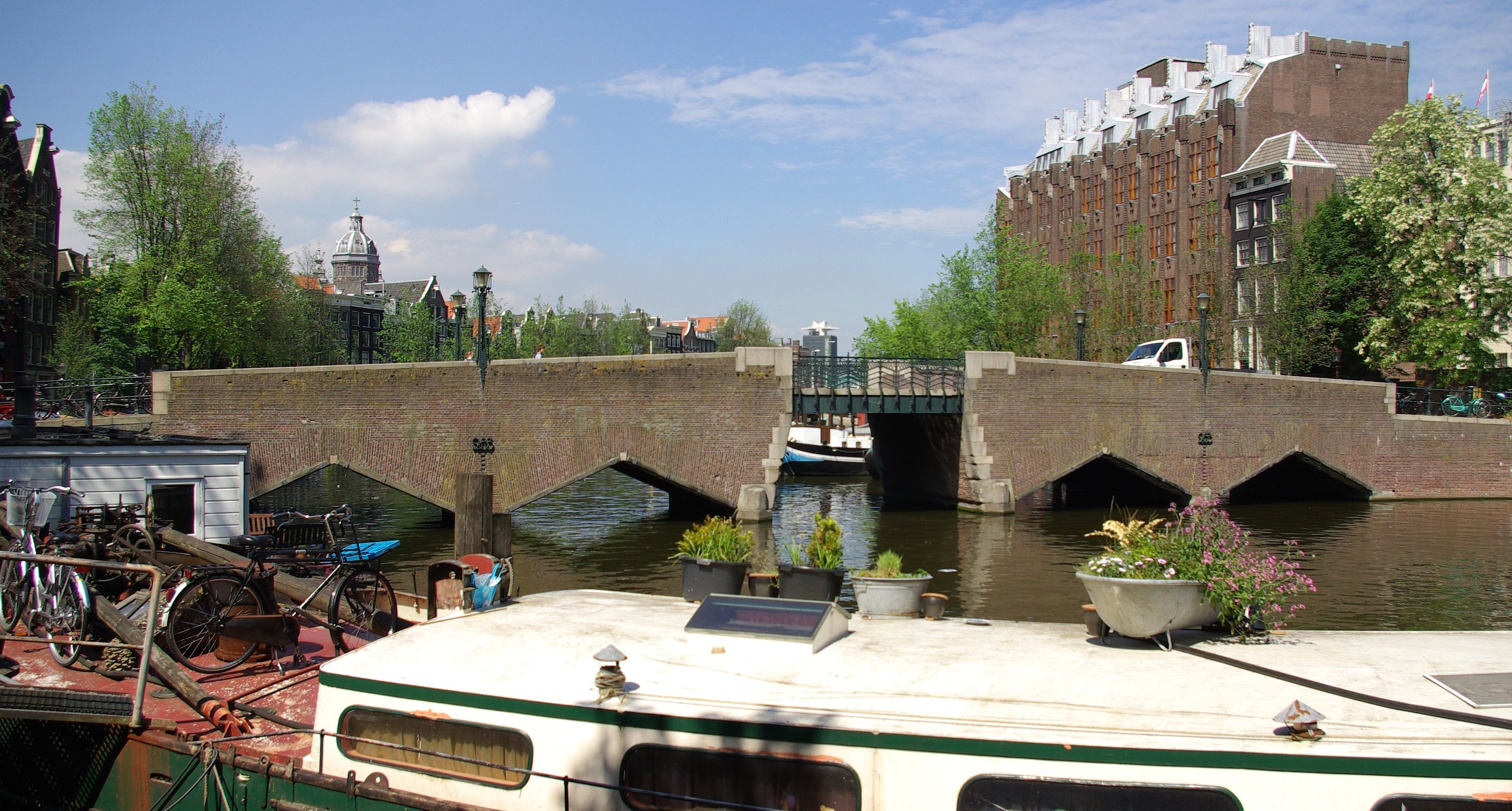
Brücke 283 (1913) in Amsterdam, Architekt: Johan van der Mey
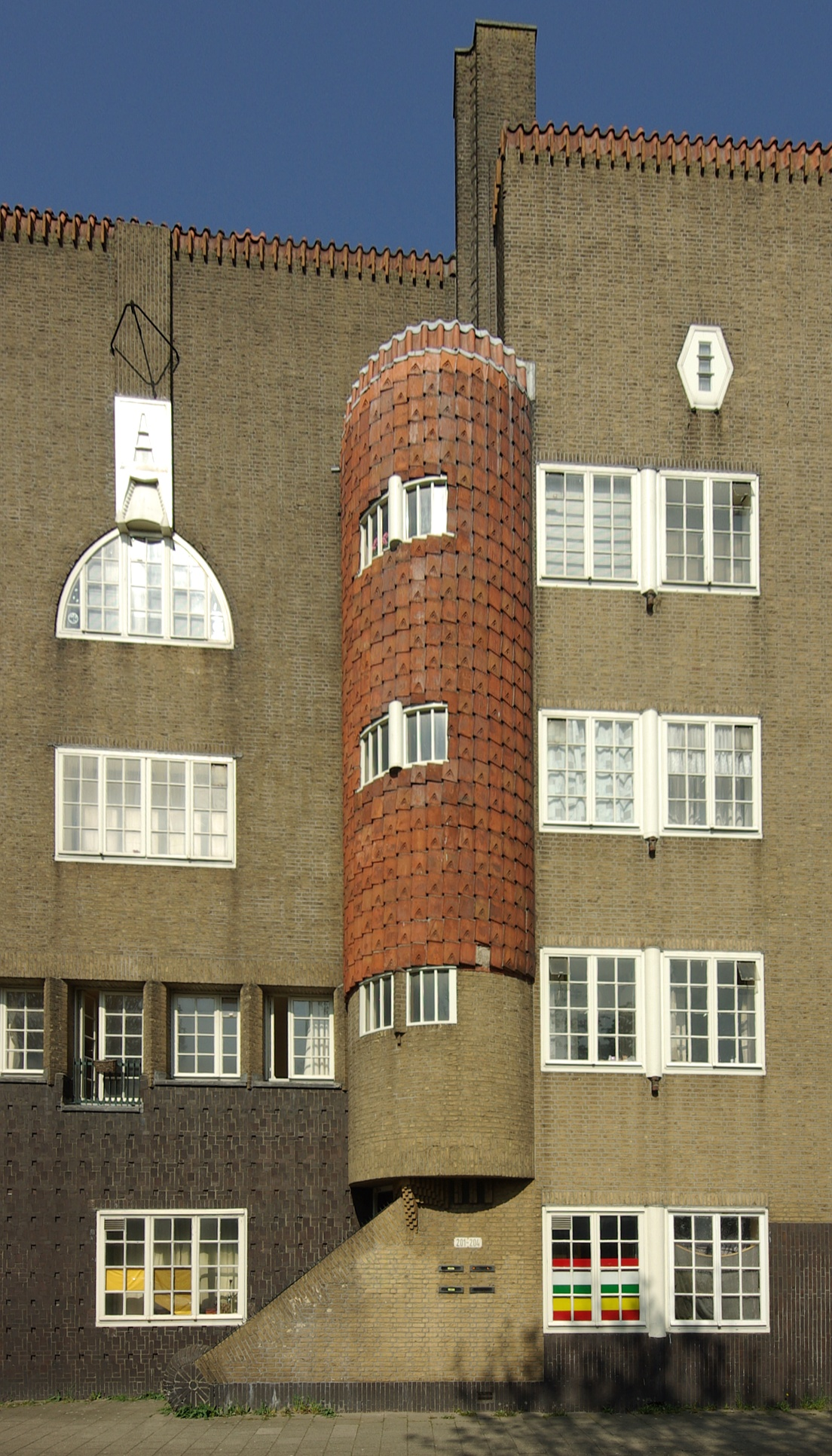
Häuserblock Spaarndammer-plantsoen 33 (1914–1918) in Amsterdam, Architekt: Michel de Klerk
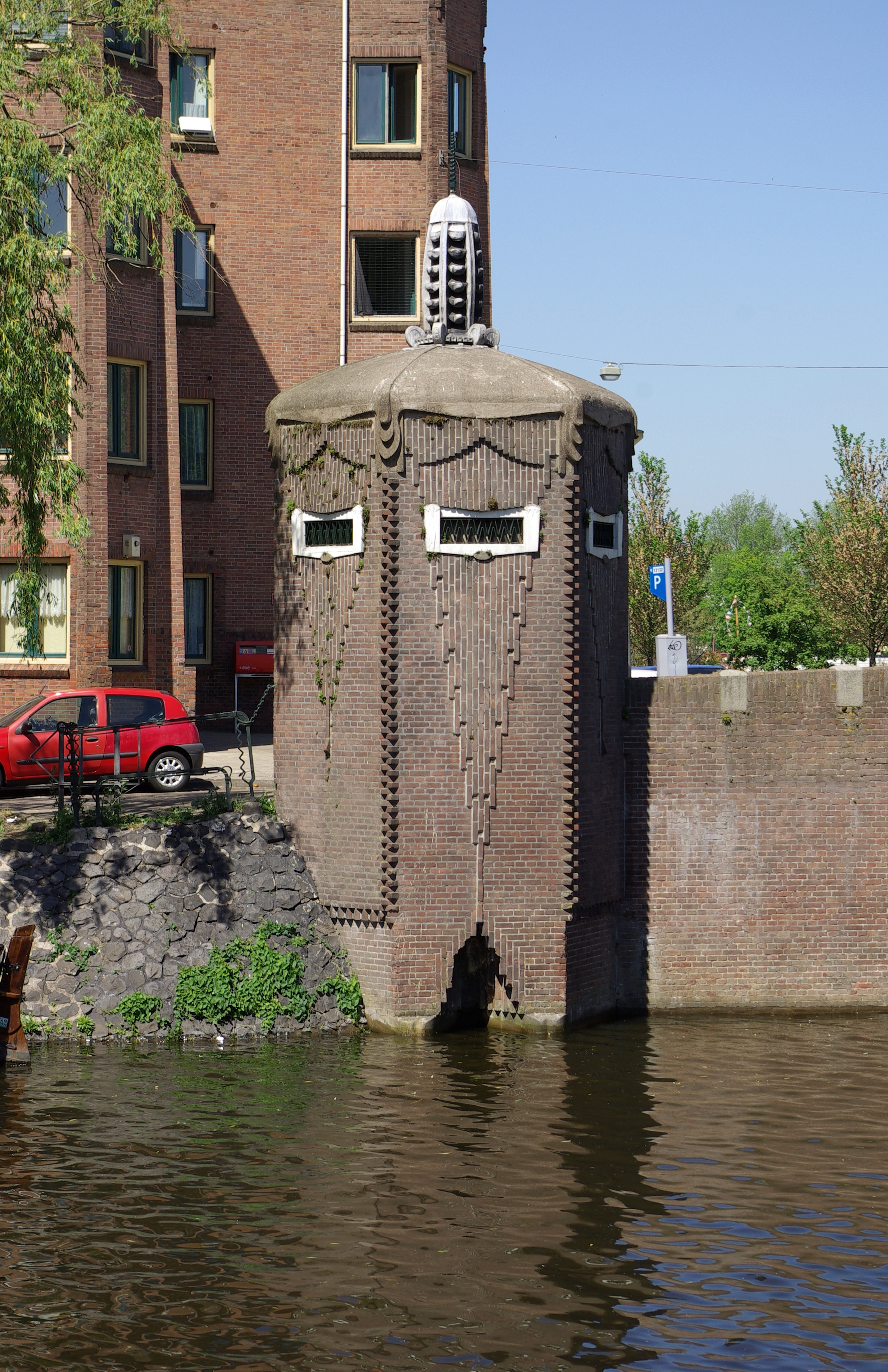
Trafohäuschen der P.L. Kramerbrug (1917–1921) in Amsterdam, Architekt: Piet Kramer
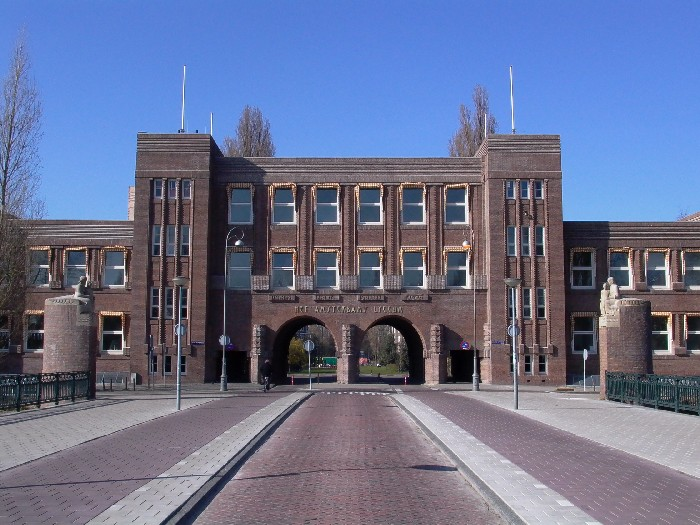
Het Amsterdams Lyceum (1918–1920), Architekt: H.A.J. und J. Baanders
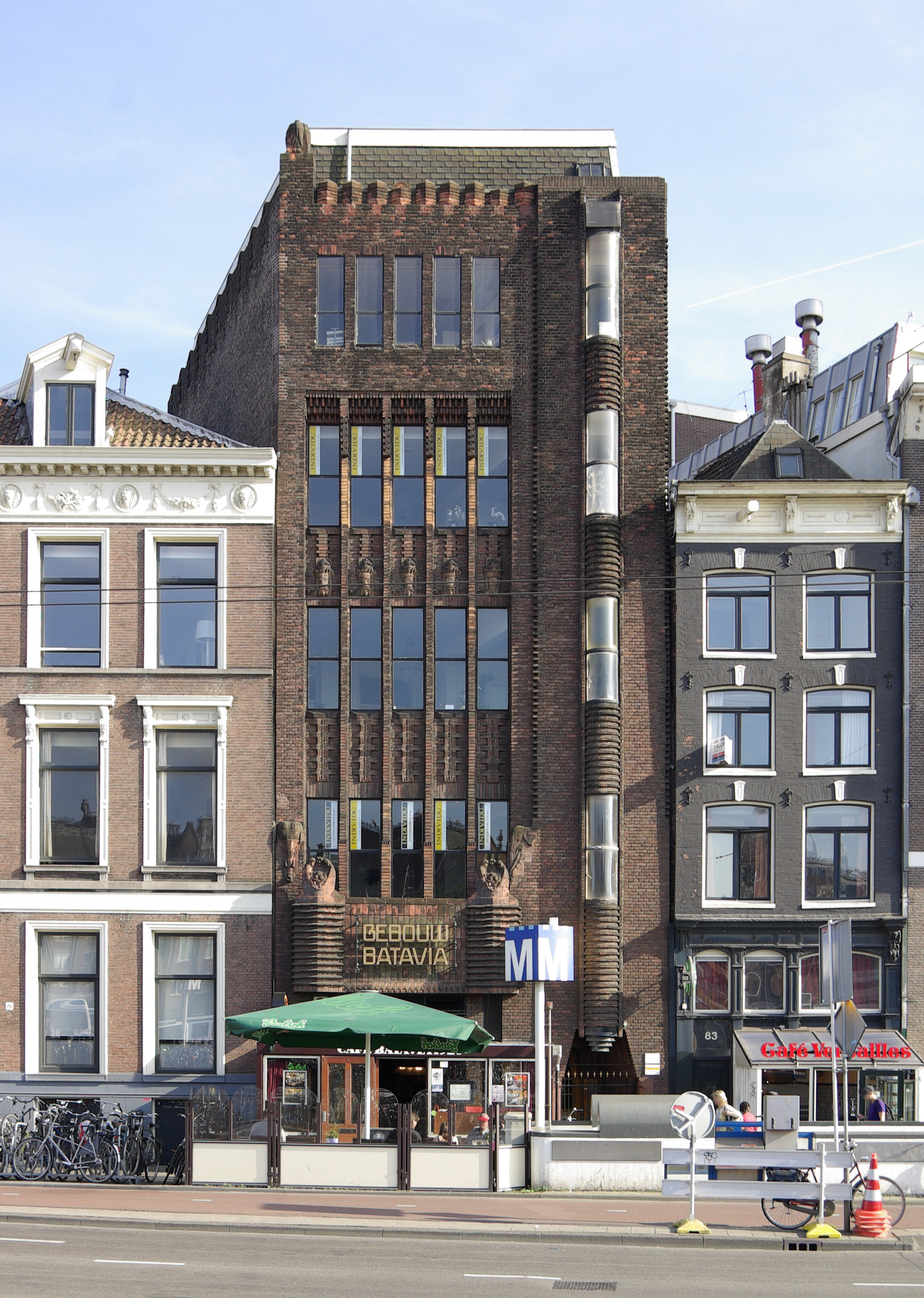
Gebouw Batavia (1918–1920) in Amsterdam, Architekt: J. H. Slot
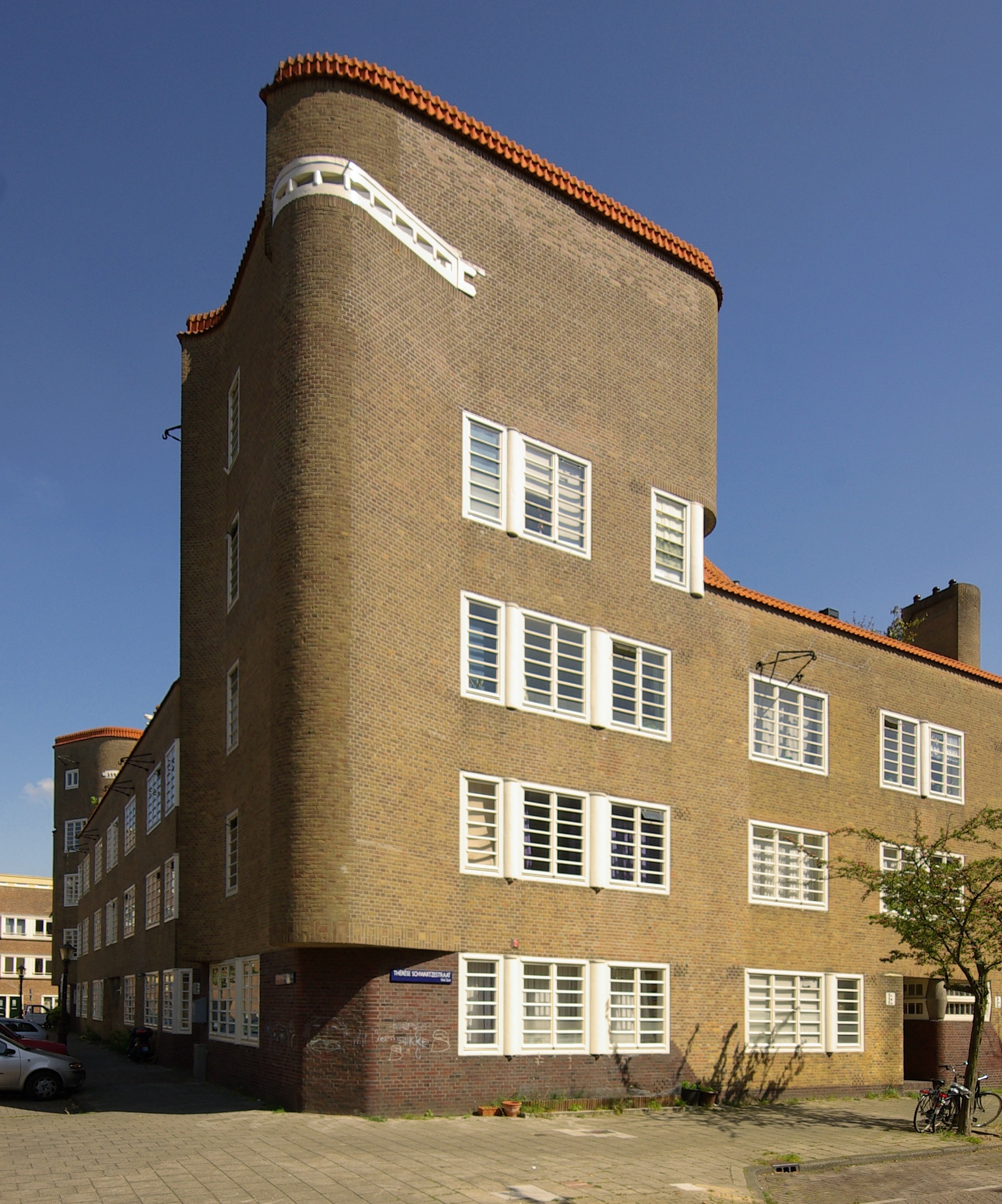
Häuserblock De Dageraad (1918–1923) in Amsterdam, Architekt: Piet Kramer und Michel de Klerk
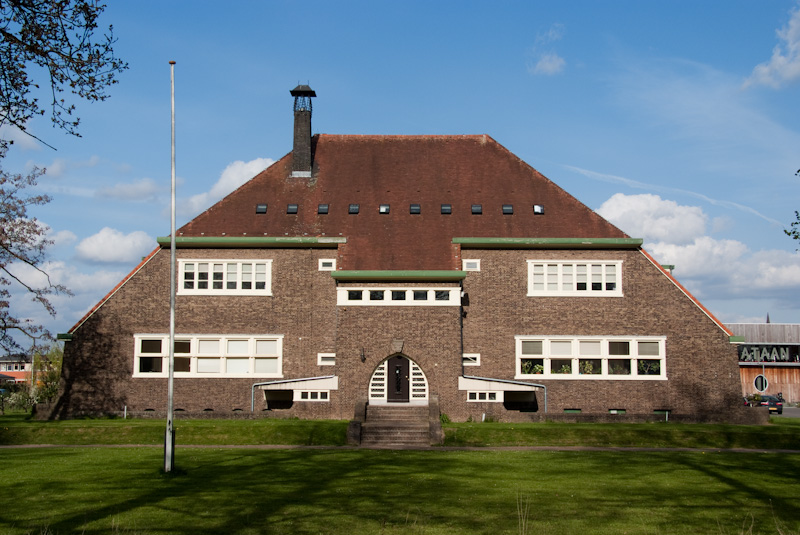
Laboratorium für Gartenbau (1921–1923) in Wageningen, Architekt: Cornelis J. Blaauw
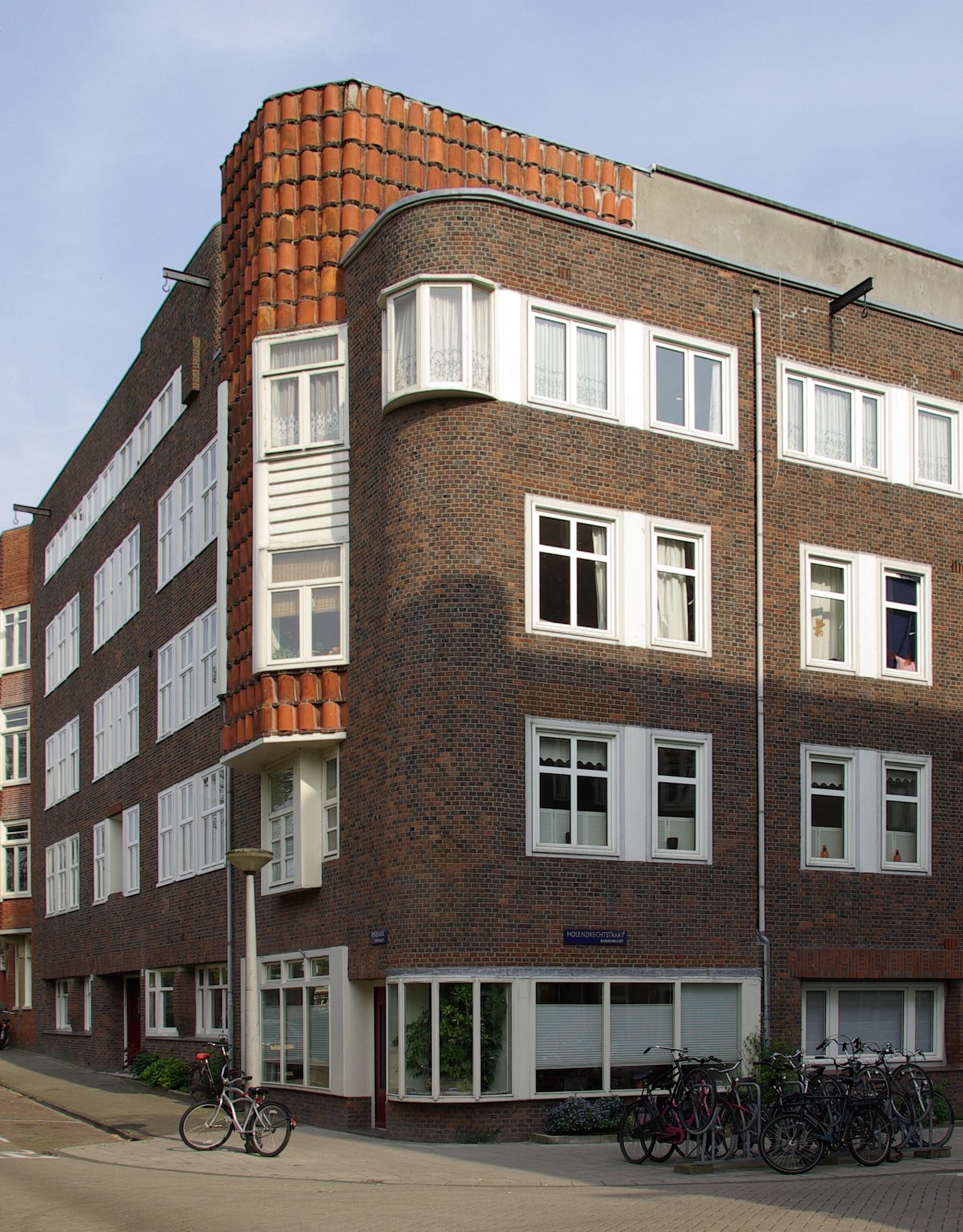
Holendrechtstraat 1–47 (1921–1923) in Amsterdam, Architekt: Margaret Staal-Kropholler
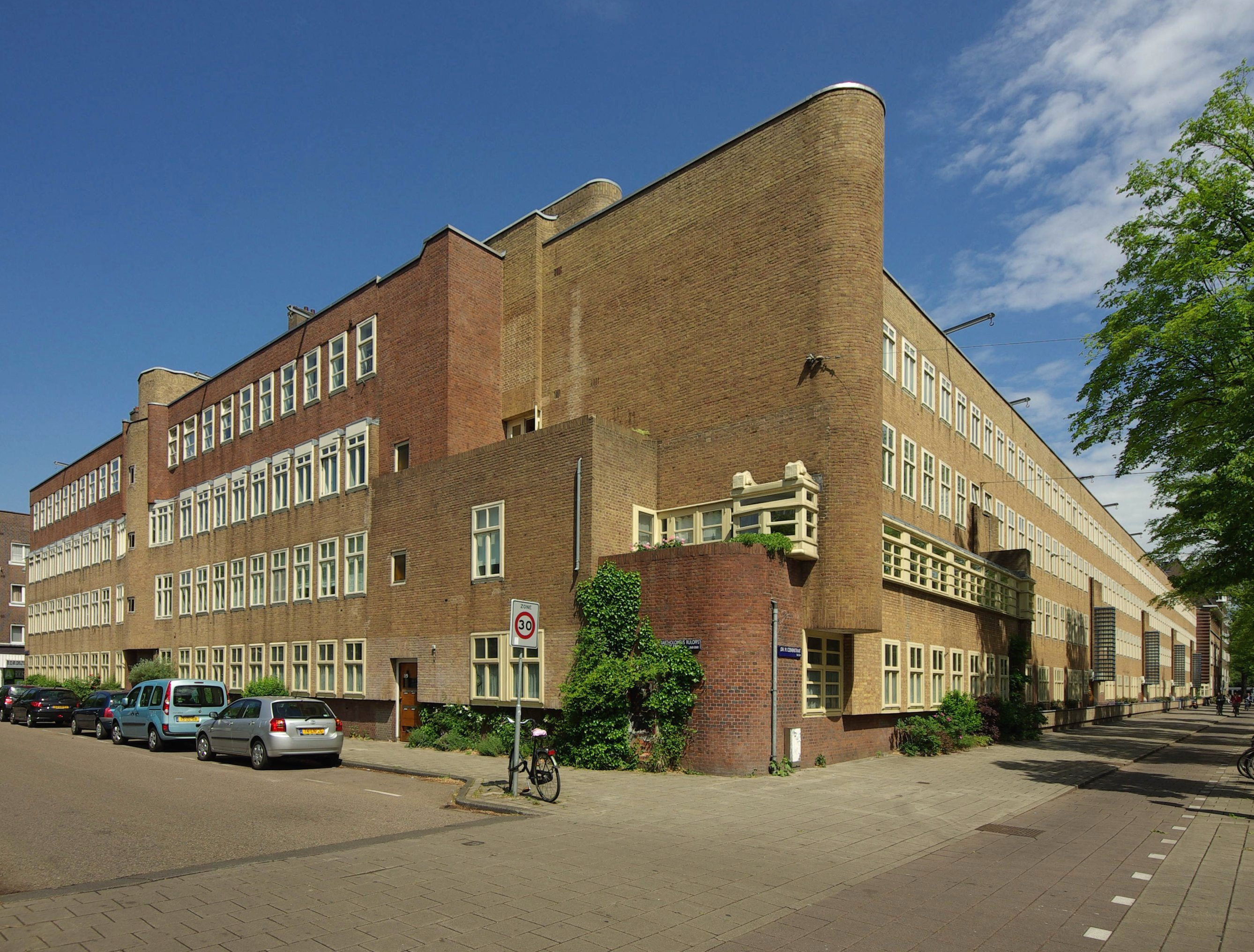
Bronckhorststraat 11–37 (1922–1924) in Amsterdam, Architekt: Jan Frederik Staal
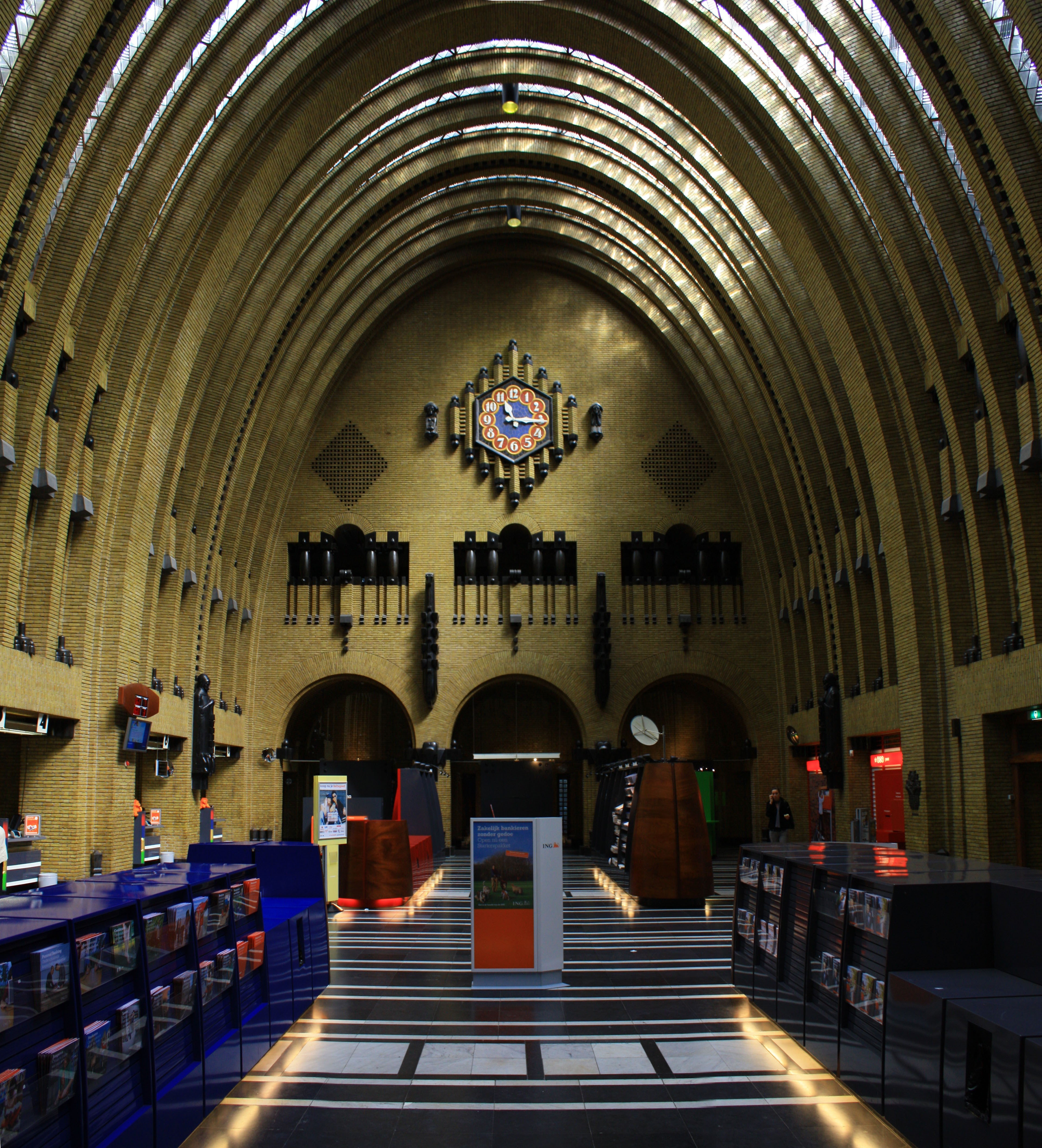
Hauptpost Utrecht (1922–1924), Architekt: Joseph Crouwel
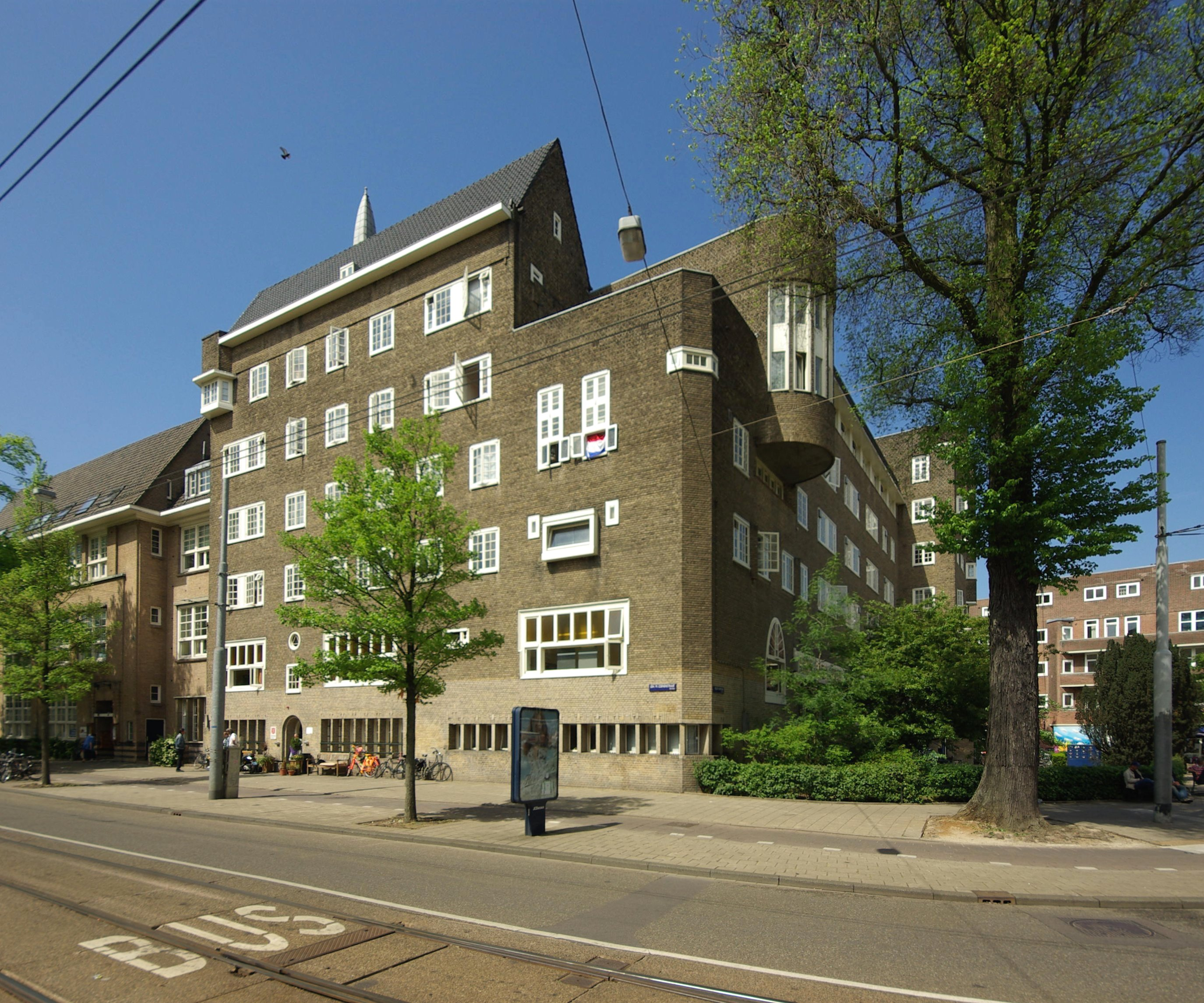
Huize Lydia (1922–1927) in Amsterdam, Architekt: Jan Boterenbrood
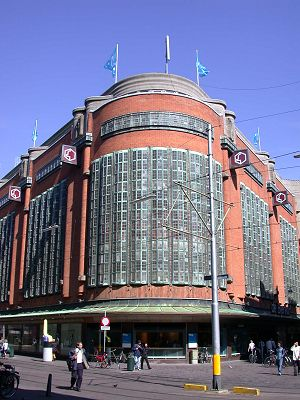
De Bijenkorf (1924–1926) in Den Haag, Architekt: Piet Kramer
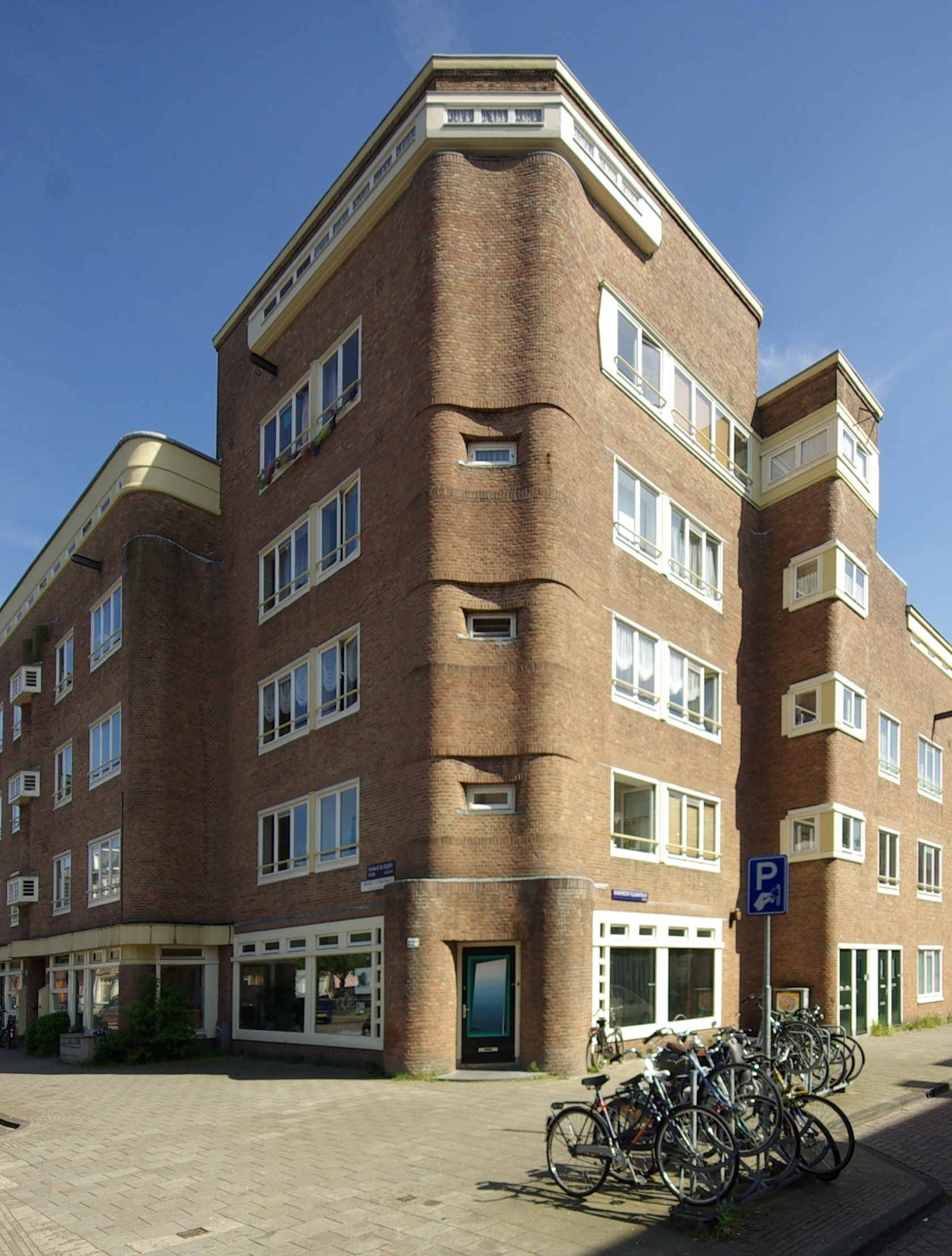
Häuserblock Coöperatiehof (1925–1928) in Amsterdam, Architekt: Piet Kramer
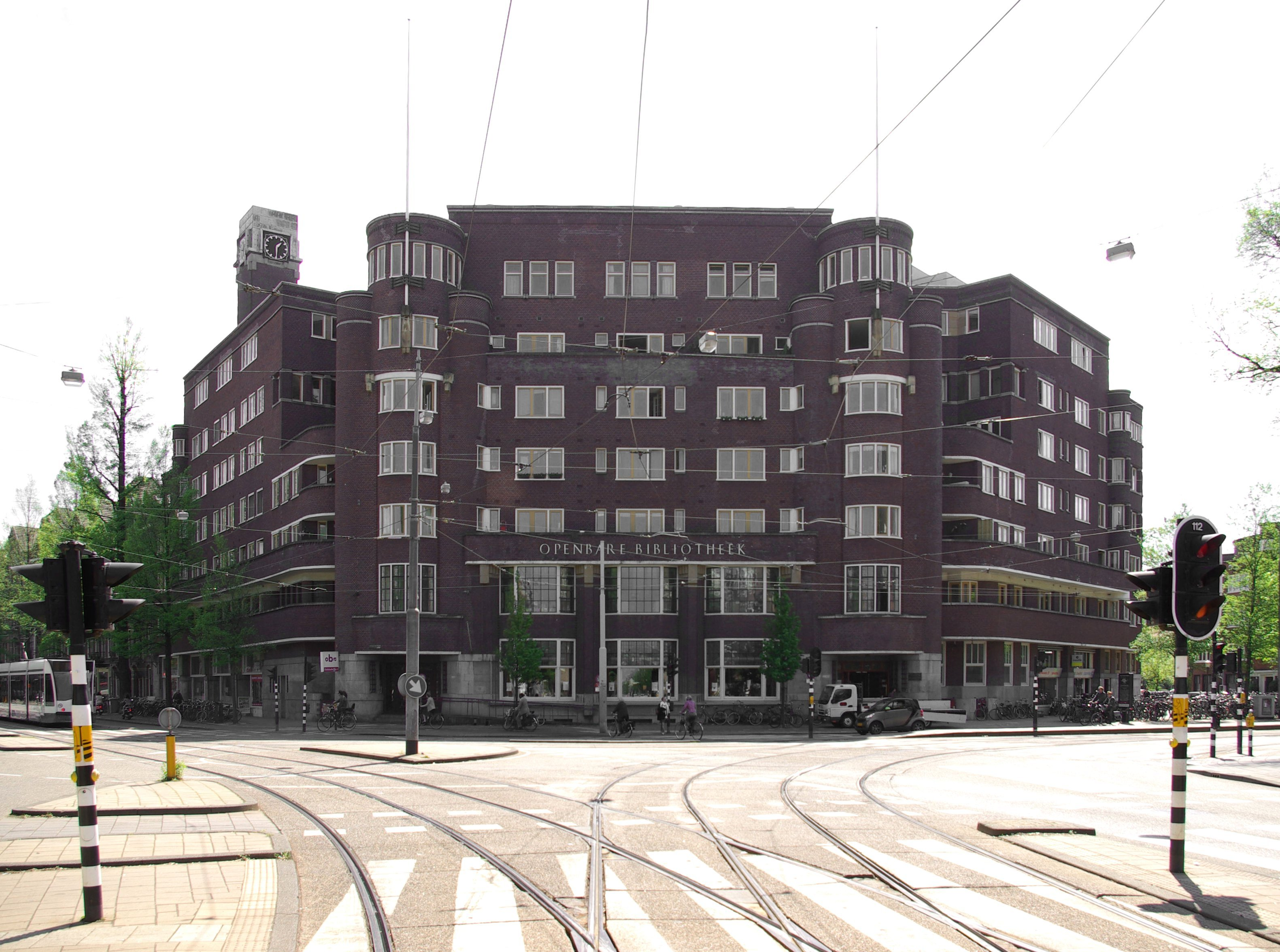
Het Nieuwe Huis (1927–1928) in Amsterdam, Architekt: Barend van den Nieuwen Amstel
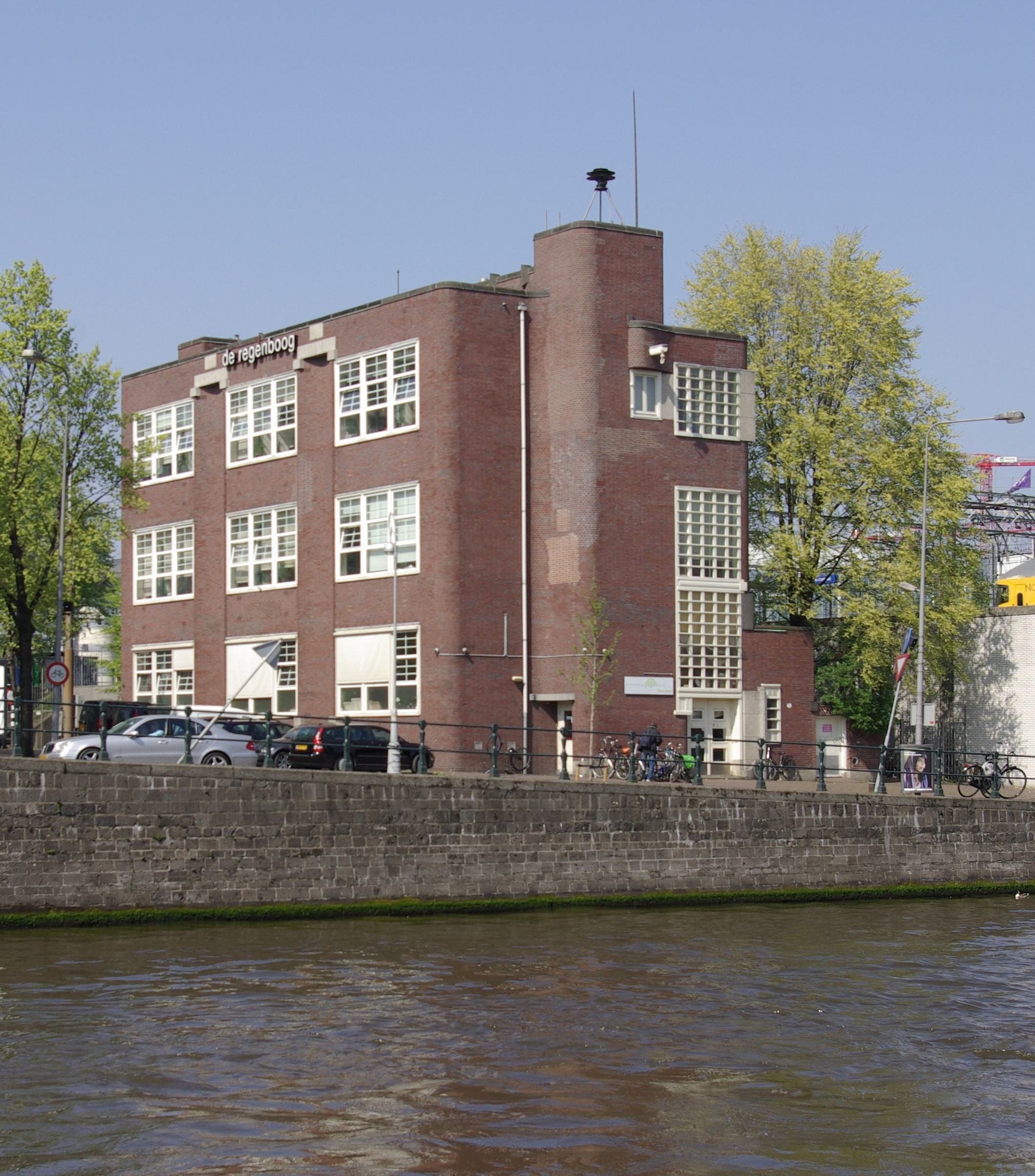
Harm Smeengeschool (1924–1925) in Amsterdam, Architekt: Pieter Lucas Marnette
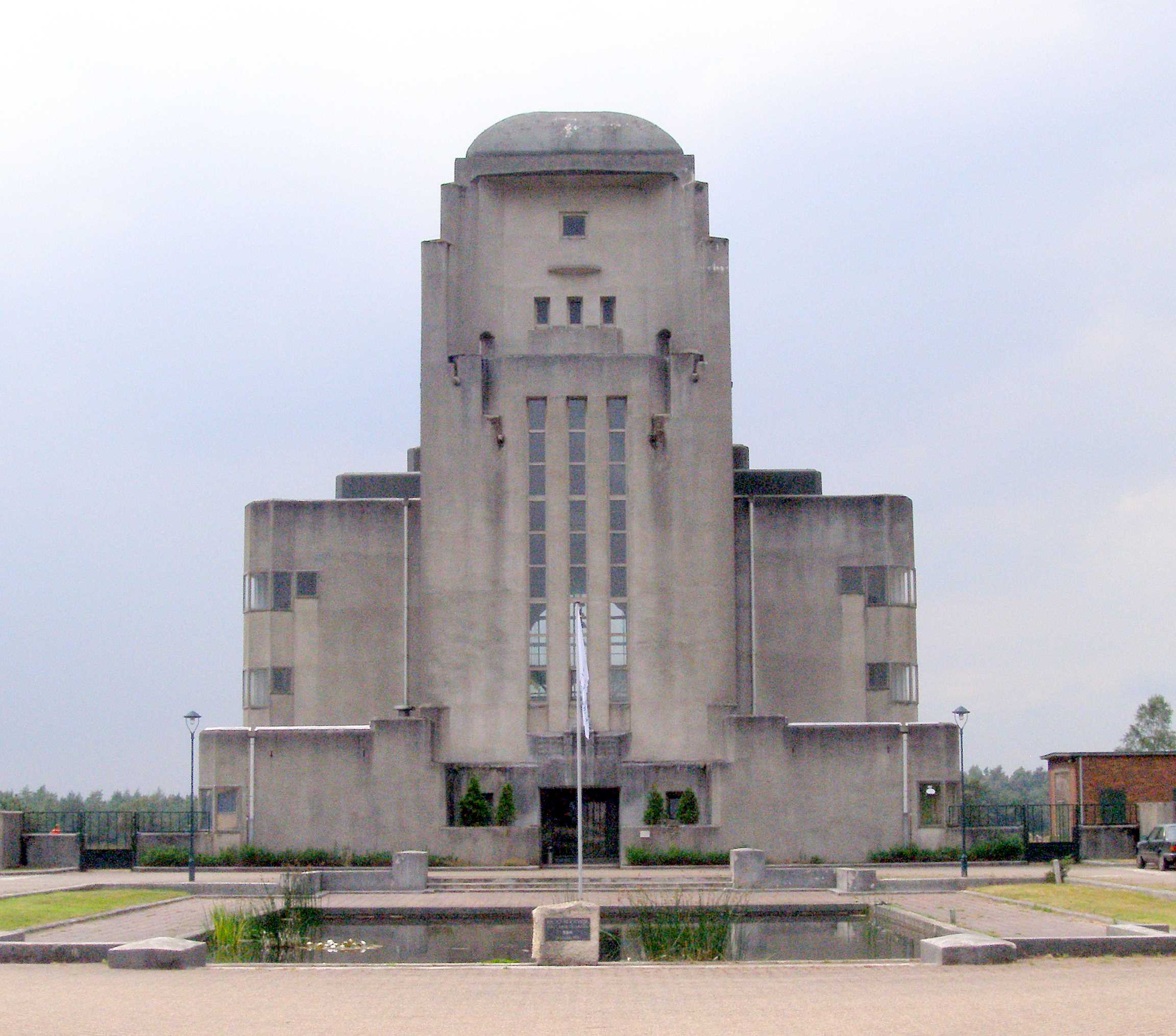
Radio Kootwijk, auch Kathedrale genannt (1920–1922), Architekt: Julius Luthman
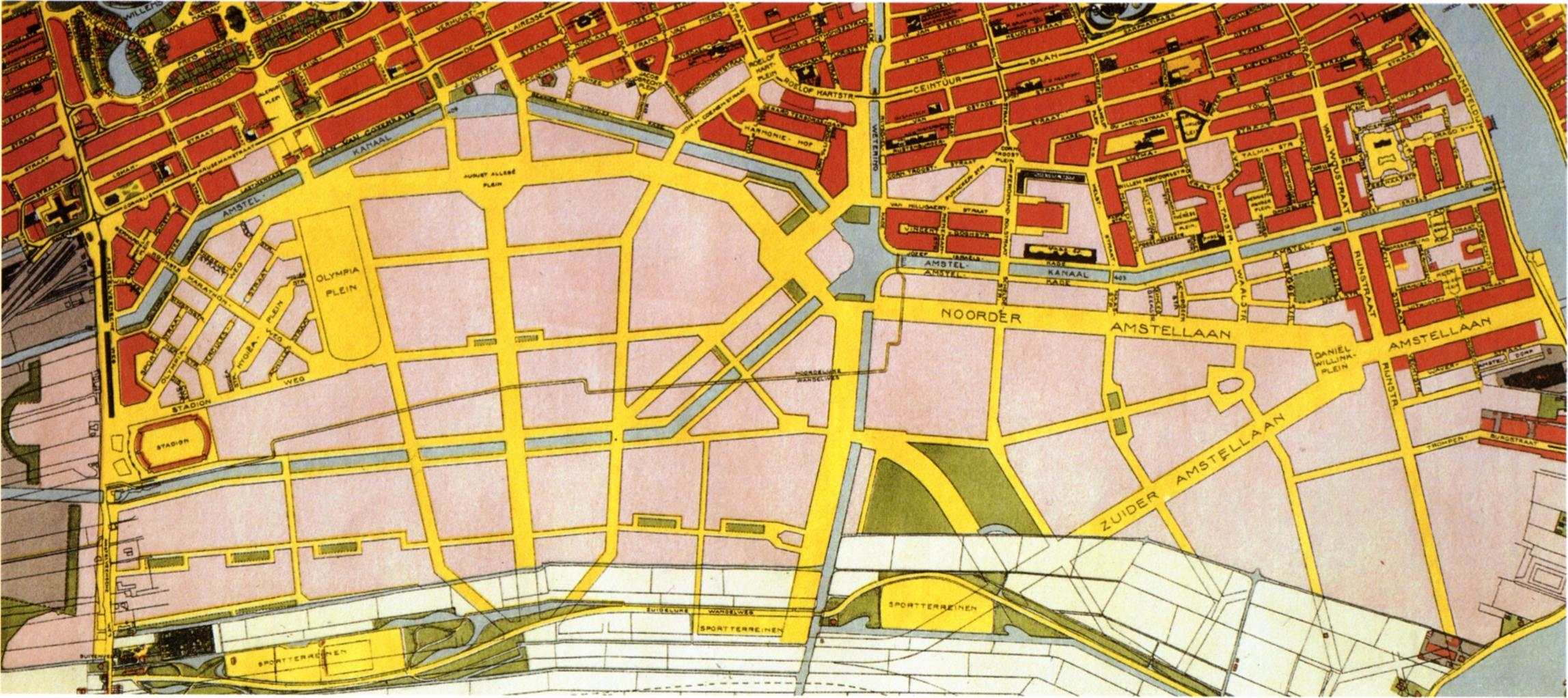
Amsterdam-Zuid, Strukturplan Berlage (1915), Stand der arch. Einfüllungen 1922
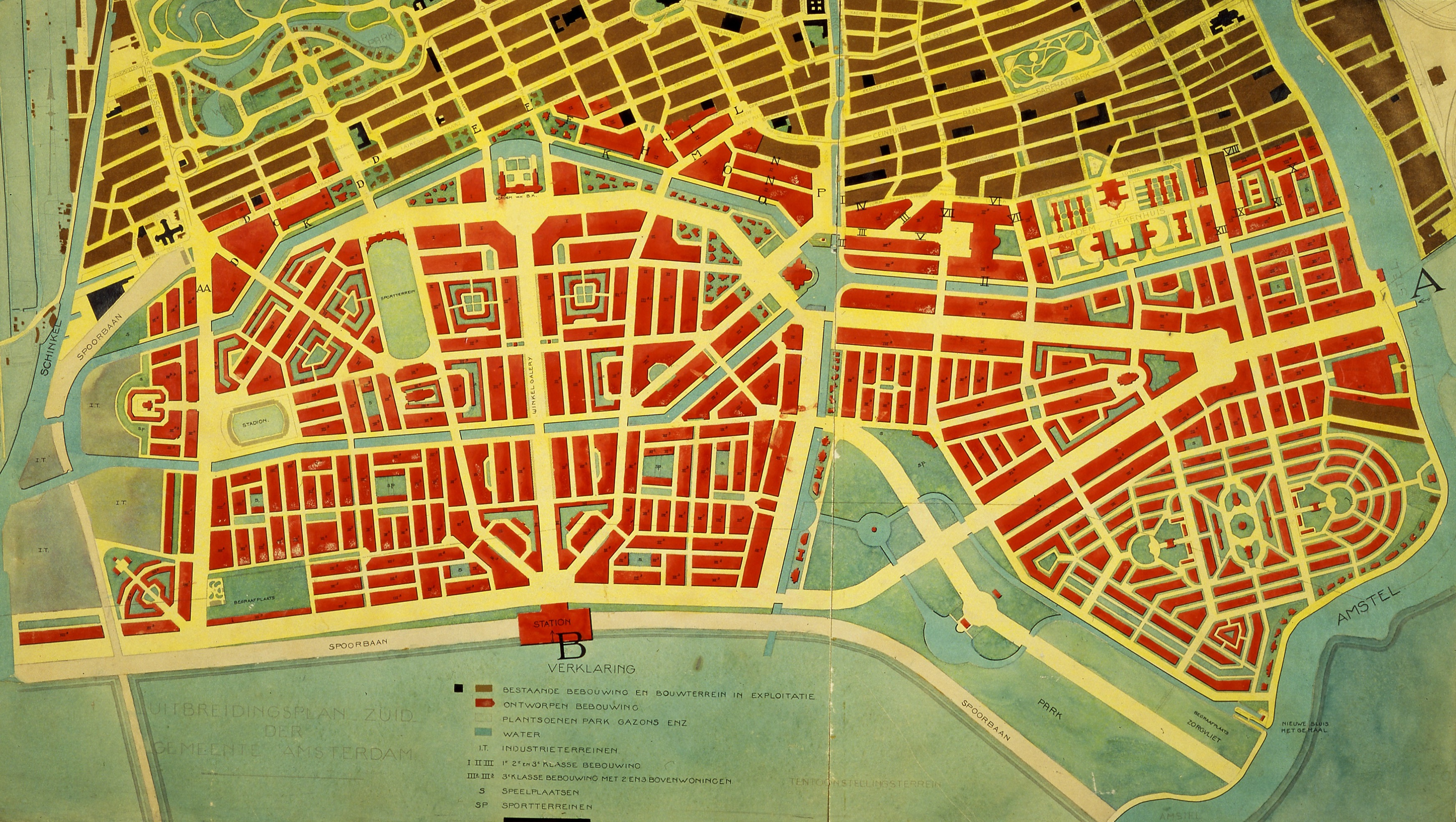
Strukturplan Berlage (1915), mit fiktiven arch. Einfüllungen, „De Dageraad“ ist oben rechts